# Mémoires d'une geisha
Pour plus de détails, voir Fiche technique et Distribution.
Mémoires d'une geisha, ou Geisha au Québec (Memoirs of a Geisha), est un drame romantique américain réalisé par Rob Marshall, sorti en 2005. C'est une adaptation du roman américain Geisha d'Arthur Golden.

## Synopsis

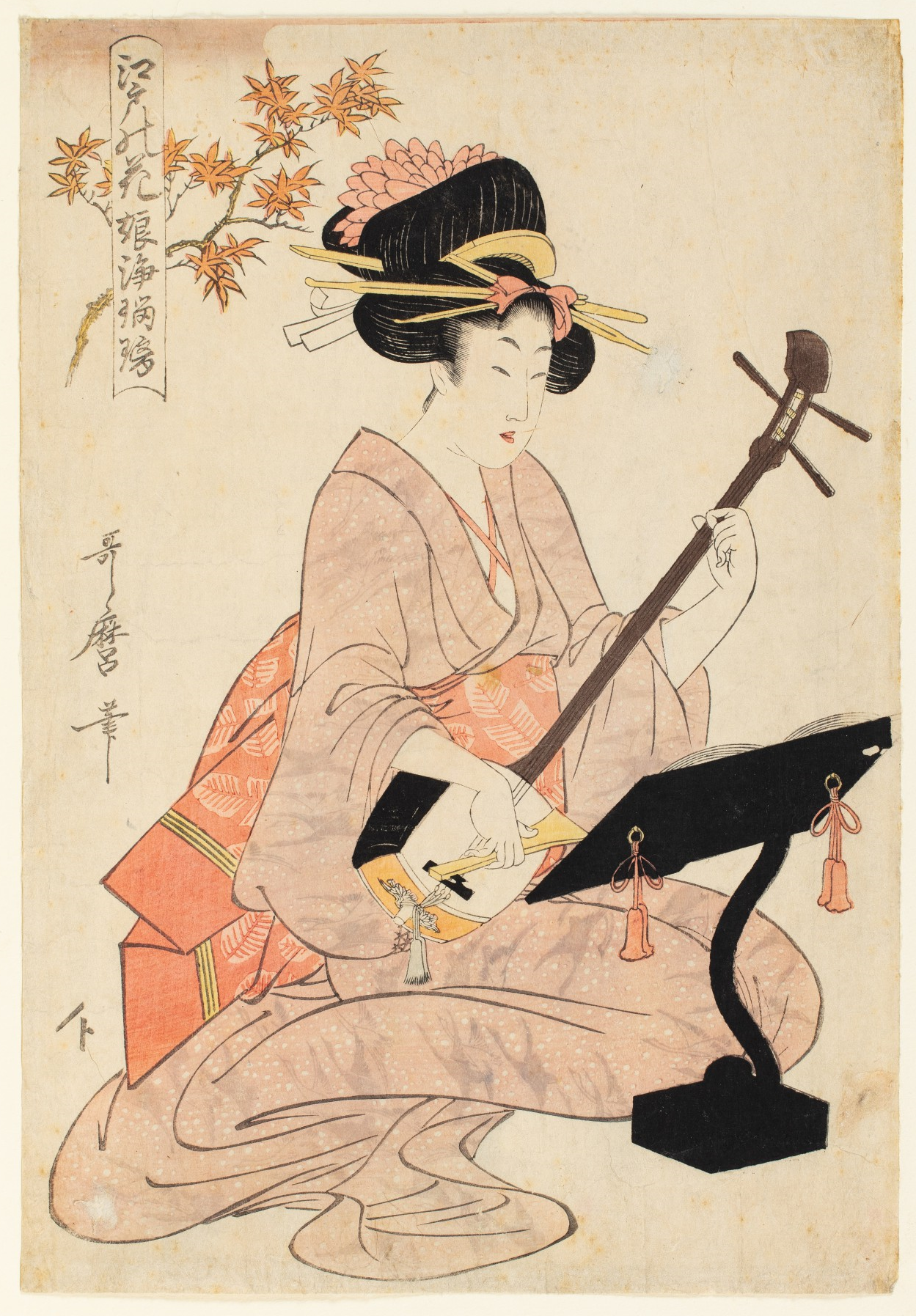
Geisha traditionnelle (Flowers of Edo: Young Woman’s Narrative Chanting to the Samise par Kitagawa Utamaro).

En 1929, une jeune fille d'un village de pauvres pêcheurs du Japon, Chiyo, et sa sœur Satsu sont vendues par leur père à un pourvoyeur de maisons de geisha (les okiya). Les deux sœurs sont rapidement séparées et Chiyo se retrouve confrontée à la sévérité de la maîtresse de la maison et à la dureté de sa condition. Devant débuter comme simple servante, elle doit faire face à l'hostilité teintée de jalousie de Hatsumomo, geisha vedette de la maison qui l'humilie et fait pleuvoir sur elle les punitions.
Chiyo a perdu tout espoir en l’avenir lorsque, au hasard d'une rencontre, elle est séduite par la gentillesse d'un homme, président d'une entreprise d'électricité, dont elle tombe amoureuse. Elle décide alors de tout faire pour mériter son attention en devenant la geisha dont il serait le danna (« mécène »). Fort opportunément, une autre geisha, Mameha, la prend sous son aile comme maiko (apprentie geisha). Elle lui enseigne les rudiments de son art en devenant sa « grande sœur ». Grâce à Mameha et aidée de sa détermination, elle devient bientôt, sous le nom de Sayuri, célèbre et admirée dans tout le hanamachi. Son mizuage, la défloration mise aux enchères qui doit faire d'elle une geisha confirmée, atteint une somme qu'aucune geisha n'avait jamais obtenue.
Mais le succès ne la rapproche pas de celui qu'elle aime en secret car une geisha « n'a pas le droit à l'amour ». D’ailleurs, Nobu, l'ami intime du président, intrigue Mameha. Elle voudrait qu'il devienne son danna. Nobu s'intéresse effectivement à Sayuri et s’interpose entre eux. Elle le refuse pourtant. Le président lui avoue qu'il a reconnu en elle la petite fille du pont depuis toujours et que c'est lui qui a demandé à Mameha de la prendre sous son aile, La défaite japonaise de la Seconde Guerre mondiale porte un nouveau coup aux traditions séculaires et Sayuri et le président peuvent enfin se rejoindre.

## Fiche technique
Sauf indication contraire, les informations mentionnées dans cette section peuvent être confirmées par les bases de données cinématographiques IMDb et Allociné,  présentes dans la section « Liens externes ».
- Titre original : Memoirs of a Geisha
- Titre français : Mémoires d'une geisha
- Titre québécois : Geisha[1]
- Réalisateur : Rob Marshall
- Scénario : Robin Swicord, d’après le roman Geisha de Arthur Golden
- Musique : John Williams
- Direction artistique : Patrick M. Sullivan Jr.
- Décors : John Myhre
- Costumes : Colleen Atwood
- Maquillage : Kate Biscoe, Noriko Watanabe
- Coiffure : Lyndell Quiyou, Kelvin R. Trahan
- Photographie : Dion Beebe
- Son : Rick Kline, Kevin O'Connell, Greg P. Russell, Wylie Stateman
- Montage : Pietro Scalia
- Production : Lucy Fisher, Steven Spielberg et Douglas Wick
  - Production déléguée : Gary Barber, Roger Birnbaum, Bobby Cohen et Patricia Whitcher
  - Coproduction : John DeLuca
- Sociétés de production : Amblin Entertainment, Columbia Pictures, DreamWorks Pictures, Red Wagon Entertainment, Spyglass Entertainment[2] et United Performers' Studio, financé en association avec Miramax
- Sociétés de distribution : Columbia Pictures et Sony Pictures Releasing (États-Unis) ; Sony Pictures Releasing (Belgique)[3] ; Fox-Warner (Suisse romande) ; Mars Distribution (France)
- Budget : 85 millions USD[4],[5]
- Pays de production :  États-Unis
- Langues originales : anglais, japonais
- Format : couleur (DeLuxe) — 35 mm — 2,39:1 (Panavision) — son DTS / Dolby Digital / SDDS
- Genre : drame romantique
- Durée : 145 minutes
- Dates de sortie[6] :
  - États-Unis : 9 décembre 2005 (sortie limitée) ; 23 décembre 2005 (sortie nationale)
  - Québec : 16 décembre 2005[1]
  - France, Belgique, Suisse romande : 1er mars 2006[7],[8],[9]
- Classification[10] :
  - États-Unis : accord parental recommandé, film déconseillé aux moins de 13 ans (PG-13 - Parents Strongly Cautioned)[N 1]
  - France : tous publics [11]
  - Belgique : tous publics (Alle Leeftijden)[8]
  - Suisse romande : interdit aux moins de 10 ans[12]
  - Québec : tous publics (G - General Rating)[1]

## Distribution
Source et Légende doublage : VF = Version française et VQ = Version québécoise
- Zhang Ziyi (VF : Caroline Victoria ; VQ : Catherine Bonneau) : Chiyo puis Sayuri
  - Suzuka Ohgo (VF : Éloïse Brannens) : la jeune Chiyo
  - Shizuko Hoshi (VF : Sylvie Genty ; VQ : Élizabeth Lesieur) : narration de Sayuri (aînée)
- Gong Li (VF : Françoise Cadol ; VQ : Geneviève Cocke) : Hatsumomo, la rivale
- Michelle Yeoh (VF : Véronique Augereau ; VQ : Linda Roy) : Mameha, la geisha protectrice
- Ken Watanabe (VF : Dominique Guillo ; VQ : Gilbert Lachance) : le président Iwamura Ken
- Kōji Yakusho (VF : Loïc Houdré ; VQ : Daniel Picard) : Nobu, l'associé du président
- Kaori Momoi (VF : Paula de Olivera) : O-Kami
- Yūki Kudō (VF : Mélodie Orru) : O-Kabo ou Pumpkin, la sœur d'Hatsumomo
  - Zoe Weizenbaum (VF : Sarah Brannens) : la jeune Pumpkin
- Kenneth Tsang : le général
- Karl Yune (VQ : Benoit Éthier) : Koichi
- Ted Levine (VF : Georges Claisse ; VQ : Aubert Pallascio) : le colonel Derricks
- Cary-Hiroyuki Tagawa (VF : François Chaix ; VQ : Jacques Lavallée) : le baron
- Paul Adelstein (VQ : Daniel Lesourd) : le lieutenant Hutchins
- Togo Igawa : Tanaka
- Mako : Sakamoto
- Samantha Futerman (VF : Cécile Nodie) : Satsu, la sœur de Chiyo
- Elizabeth Sung : la femme de Sakamoto
- Thomas Ikeda : M. Bekku
- Randall Duk Kim : le docteur Crab

## Production

### Développement
Durant longtemps ce projet de film a été développé par les équipes de Steven Spielberg, qui en avait acquis les droits. Finalement, il en confie la réalisation à l'un de ses amis. Le compositeur de musique John Williams, grand ami de Spielberg, qui avait travaillé sur le sujet, composera la bande originale du film, puisqu'il en avait entamé la préparation. Fait assez rare, c'est John Williams lui-même qui contacta le metteur en scène pour lui proposer de travailler avec lui, ce qu'il accepta avec beaucoup de fierté. (cf. son témoignage dans le making-of, DVD)

### Attribution des rôles
Les actrices jouant les geishas sont chinoises. Autant le Japon que la Chine ont eu du mal à l'accepter. Ce film a été boudé en salle par les Japonais et censuré par les autorités chinoises.

### Tournage
Le tournage s'est déroulé du 29 septembre 2004 au 31 janvier 2005 en Californie, à l'exception de quelques rares scènes tournées à Kyōto même, notamment au Kiyomizu-dera, au Fushimi Inari-taisha et au Yoshimine-dera.

## Distinctions

### Récompenses
- BAFTA Awards 2006 :
  - Meilleure musique de film pour John Williams
  - Meilleure photographie pour Dion Beebe
  - Meilleurs costumes pour Colleen Atwood
- Golden Globes 2006 : Meilleure bande originale de film pour John Williams
- Oscars 2006 :
  - Meilleure direction artistique pour John Myhre et Gretchen Rau
  - Meilleure photographie pour Dion Beebe
  - Meilleure création de costumes pour Colleen Atwood

### Nominations
- BAFTA Awards 2006 :
  - Meilleure actrice pour Zhang Ziyi
  - Meilleurs maquillages et coiffures pour Noriko Watanabe, Kate Biscoe, Lyndell Quiyou et Kelvin R. Trahan
  - Meilleure direction artistiques pour John Myhre
- Golden Globes 2006 : Meilleure actrice pour Zhang Ziyi
- Oscars 2006 :
  - Meilleure musique de film pour John Williams
  - Meilleur son pour Kevin O'Connell, Greg P. Russell, Rick Kline et John Pritchett
  - Meilleur mixage son pour Wylie Stateman

## Éditions en vidéo
- En France, le film Mémoires d'une geisha est sorti en DVD simple[17] et en DVD édition collector[18] le 2 octobre 2006. Par la suite, le film est sorti en Blu-ray le 22 septembre 2009[19] et en VOD le 27 septembre 2019[7].
- Au Québec, le film est sorti en DVD le 28 mars 2006[1].